# Scars
Pour les articles homonymes, voir Scars (groupe).
Singles de Papa Roach
Getting Away With Murder
(2004) …To Be Loved
(2006)
Pistes de Getting Away With Murder
Done With You Sometimes
Scars est le second single extrait de l’album Getting Away With Murder du groupe de rock alternatif californien Papa Roach ; il est sorti le 23 mai 2005, un an après l’album. C'est une chanson bien plus douce que tout ce que le groupe a produit jusque-là.

## Clip vidéo
La vidéo de la chanson montre l'histoire de la petite amie de Jacoby Shaddix, jouée par Taylor Cole. On la voit avec Jacoby dans la vie quotidienne, buvant énormément. On la voit en état d'ébriété, pendant qu'elle est à une fête chez Shaddix. Elle se réveille le lendemain matin avec une gueule de bois, et, saisissant son manteau, renverse une bougie, qui atterrit sur une natte sur le sol. Le tapis est taché avec son verre de la veille. Elle allume la maison en feu, sans le savoir, et rentre à la maison. Lorsque Shaddix arrive chez lui, sa maison a brûlé. La petite amie revient sur les ruines et voit ce qui s'est passé et réalise alors ce qu'elle a fait. Le groupe joue cette chanson au-dessus de des décombres restant de la maison Shaddix. 